# Fußball-Club 2004 Ingolstadt
FC Ingolstadt 04 é uma agremiação esportiva alemã, sediada em Ingolstadt, na Baviera, fundada em 2004, como resultado da fusão entre o MTV Ingolstadt e o ESV Ingolstadt. Atualmente, disputa a 3. Liga.

## História

### ESV Ingolstadt
O ESV Ingolstadt (Eisenbahner-Sportverein Ingolstadt-Ringsee e.V.) foi fundado em 1919 como FC Viktoria. Dois anos depois, os jogadores do Turnverein 1861 Ingolstadt se uniram ao Viktoria para formar o VfR Ingolstadt. Nos anos 1930, a agremiação participou por duas vezes das temporadas 1936-1938 da Gauliga da Baviera, uma das 16 chaves da máxima divisão criadas pelo regime nazista, em 1933. Terminada a guerra, o clube foi reconstituído como VfR Ingolstadt. Em 1951, assume a denominação de Erster Sportverein Ingolstadt, primeiro esporte clube de Ingolstadt, e em 1963, mudou o nome novamente para ESV Ingolstadt, o qual evidenciava a filiação com as ferrovias.
O ESV chegou à Regionalliga Süd (II), em 1963, ano da constituição da Bundesliga. O clube, após ter jogado entre a segunda e terceira divisão, com duas temporadas na Zweite Bundesliga Süd de 1979 a 1981, iniciou uma curva descendente que o levou a atuar na Landesliga da Baviera-Sul (IV) até 1993-1994. A sociedade esportiva ficou na bancarrota, em 2004, e acabou cedendo à criação, juntamente com o MTV Ingolstadt, do FC Ingolstadt 04.

### MTV Ingolstadt
O MTV Ingolstadt (Männer-Turn-Verein von 1881 Ingolstadt), com 3.400 sócios inscritos, é maior sociedade poli-esportiva da cidade. Foi fundada em 1881 e criou a seção futebolística em 1905. O futebol se destacou da sociedade em 1924, mas retornou ao seu interior em 1933. No fim da guerra, as autoridades sancionaram o fim de todas as associações esportivas. O clube, então foi reconstituído em 1948 como Städtischer SV Ingolstadt 1881 e retomou a denominação original em 1948. Antes de unir-se ao ESV, jogou duas temporadas na Zweite Bundesliga Süd entre 1978 e 1980.

### De 2004 até hoje
A recém-nascida agremiação estreou na temporada 2004-2005 na Oberliga da Baviera (IV) e na sua primeira temporada obteve um convincente segundo lugar. Na temporada sucessiva venceu seu grupo e chegou à Regionalliga Süd (III).
Na temporada 2008-2009 disputou o campeonato da Zweite Liga, a segunda divisão alemã, ficando no penúltimo lugar e caindo novamente para a terceira liga. Na temporada sucessiva, graças também às recentes contratações na defesa dos alemães Heiko Gerber e Christopher Reinhard, além dos atacante tcheco Vratislav Lokvenc, a equipe voltou à segunda divisão, ao bater o Hansa Rostock, na repescagem por 3 a 0, somadas as partidas de ida e volta, depois de ter ficado em terceiro no campeonato a poucos pontos do campeão.
Na temporada 2014-2015 venceu a 2. Bundesliga

## Títulos
| - Bundesliga .2 (II) - Campeão: 2014 - Regionalliga Süd (III) - Vice-campeão: 2008; - Fußball-Bayernliga (IV) - Campeão: 2006; - Vice-campeão: 2005, 2011‡; - Landesliga Bayern-Süd (V) - Vice-campeão: 2008‡; - Bezirksoberliga Oberbayern (VI) - Vice-campeão: 2006‡; | - Bavarian Cup - Vice-campeão: 2005; - Oberbayern Cup - Campeão: (3) 2005, 2006, 2007; |

- ‡ Time reserva

## Uniformes

### 1º Uniforme
| 2020–2021 | 2019–2020 | 2018–2019 | 2017–2018 | 2016–2017 | 2015–2016 |

### 2º Uniforme
| 2020–2021 | 2019–2020 | 2018–2019 | 2017–2018 | 2016–2017 | 2015–2016 |

### 3º Uniforme
|  |  |  |  |  |  |  |  |  |  |  |  |  |  |  |  |  |  |  |  |  |  |  |  |  |  | 2019–2020 | 2018–2019 | 2017–2018 | 2016–2017 | 2015–2016 |

## Cronologia recente
A recente performance do clube: